# Dziennik Żołnierza
Dziennik Żołnierza – polski dziennik ukazujący się w Szkocji od czerwca 1940 do grudnia 1943.
Dziennik początkowo wychodził w Douglas, następnie w Forfar, Cupar, Glasgow i Londynie. W maju 1942 z „Dziennikiem Żołnierza” połączono wszystkie pisma żołnierskie wychodzące w Szkocji. W grudniu 1943 „Dziennik Żołnierz” został połączony z „Dziennikiem Polskim” w czasopismo pt. „Dziennik Polski i Dziennik Żołnierza”.